# Tom Brokau
Tomas Džon Brokau (/ˈbroʊkɔː/; rođen 6. februar 1940) američki je televizijski novinar i autor. On je bio voditelj i izvršni urednik NBC Nightly News tokom 22 godine (1982–2004). On je jedina osoba koja je bila voditelj na sva tri glavna NBC News programa: The Today Show, NBC Nightly News, i nakratko Meet the Press. Sada služi kaoNBC News specijalni dopisnik za NBC News i radi na dokumentarnim filmovima za ostale poslovnice.
Uporedo sa svojim konkurentima Piterom Dženingsom u ABC News i Danom Raderom u CBS News, Brokau je bio jedan od „velikih troje” u vestima Sjedinjenih Država tokom 1980-ih, 1990-ih i početkom 2000-ih. Njih trojica su bili domaćini vodećih noćnih informativnih emisija svojih mreža tokom više od 20 godina, a sva trojica su započela i penzionisala se sa voditeljske stolice (ili umrla, u slučaju Dženingsa). Dan Rader je smenjen sa CBS-a zbog lažnih izveštaja emitovanih u emisiji 60 minuta II. Njihovi odlasci sa scene su se odvili u toku jedne godine.
Brokau je napisao i nekoliko knjiga o američkoj istoriji i društvu u 20. veku. On je autor knjige „Najveća generacija” (1998) i nekoliko drugih, dobitnik je brojnih nagrada i počasti, uključujući Predsedničku medalju za slobodu koji mu je 2014. godine dodelio predsednik Barak Obama.

## Detinjstvo i mladost
Brokau je rođen u Vebsteru u Južnoj Dakoti, kao sin Eugenije „Džin” (devojački Konli; 1917–2011), koja je radila u maloprodaji i kao poštanski službenik, i Entonija Orvila „Red” Brokau (1912–1982). On je bio najstariji od njihova tri sina (Dan i Ričard), a imenovan je po njegovom pradedi sa majčine strane, Tomasu Konliju. 
Njegov otac je bio potomak hugunotskih imigranata Burgon i Katrin (devojački Le Fevr) Brukard, a njegova majka je bila irsko-američkog porekla, mada je poreklo prezimena Brokau sporno. Njegov pradeda sa očeve strane, Ričard P. Brokau, osnovao je varoš Bristol u Južnoj Dakoti, i Brokau kuću, mali hotel i prvu strukturu u Bristolu.
Brokaov otac je bio građevinski nadzornik za Armijski inženjerski korpus. On je radio u Blek Hils skladištu municije (BHOD) i pomagao je u izgradnji brane Fort Randal; zbog njegovog posla bilo je neophodno da se porodica preseli u Južnu Dakotu tokom Brokauvog ranog detinjstva. Porodica Brokau je kratko vreme obitavala u Bristolu, Iglu (maloj armijskoj stambenoj zajednici), i u Pikstaunu, pre nego što su se nastanili u Janktonu, gde je Tom pohađao srednju školu.
Kao srednjoškolac koji je pohađao Janktonsku seniorsku srednju školu, Brokau je bio guverner Američke legije za dečake države Južne Dakote, i u tom svojstvu je zajedno sa tadašnjim guvernerom Južne Dakote Džo Fosom posetio u Njujork siti radi zajedničkog nastupa na TV igri. To je bio početak duge saradnje sa Fosom, koga će Brokau kasnije predstavio u svojoj knjizi o veteranima Drugog svetskog rata, Najveća generacija. Brokau je takođe postao član savetodavnog odbora Instituta Džo Fos.
Brokau se upisao na Univerzitet Ajove u Ajova Sitiju, u državi Ajova, ali je odustao nakon godinu dana, pošto nije redovno pohađao nastavu. Po njegovim rečima, angažovao se na smeru „pivo i zabava”. Godine 2010, taj univerzitet mu je dodelio počasni doktorat, i on je kasnije donirao svoje radove bibliotekama Univerziteta Ajove. On se šalio da je „počasni stepen posebno poželjan jer pomaže u nadoknađivanju neravnomerne (blago rečeno) performanse moje brucoške godine”. On je diplomirao političke nauke na Univerzitetu Južna Dakota 1964. godine.
Tokom nekoliko godina Brokau se bavio planinarenjem sa grupom „Do Boys”, čiji su članovi isto tako bili Ivon Šuina i Daglas Tompkins.

## Radiodifuzna karijera

### 1966–1981: Rane godine
Brokauova televizijska karijera počela je u KTIV-u u Sijuks Sitiju, Ajova, nakon čega je usledio rad na KMTV-u u Omahi, Nebraska, i WSB-TV-u u Atlanti. Godine 1966, pridružio se NBC Njuzu, izveštavajući iz Los Anđelesa i vodeći u 23:00. vesti za KNBC. Godine 1973, NBC je postavio Brokaua za dopisnika Bele kuće, koji je pokrivao skandal Votergejt, i voditelja subotnjih izdanja Noćnih vesti. On je postao ko-voditelj (sa Džejn Poli) emisije NBC Today Show 1976. i ostao na tom poslu do 1981. godine, kada ga je nasledio Brajant Gambel.
On je čuvao je pažljivo skrivenu tajnu dugi niz godina. Godine 2017, Brokau je pisao da mu je ponuđeno – i da je odmah odbio – mesto sekretara za štampu u Niksonovoj Beloj kući 1969. Dok je živeo u Kaliforniji pre nego što se Nikson vratio u politiku, Brokau je upoznao H. R. 'Boba' Haldemana (šef osoblja Bele kuće i inicijator ponude), kao i Niksonovog sekretara za štampu, Rona Ziglera, i druge članove osoblja Bele kuće.
Godine 2019, Brokau je napisao knjigu pod naslovom „Pad Ričarda Niksona: Reporter pamti Votergejt“, o svom iskustvu rada kao reporter i iskustvu člana novinarskog korpusa Bele kuće.

### 1982–2004:NBC večernje vesti
Dana 5. aprila 1982, Brokau je počeo da vodi NBC Nightly News iz Njujorka sa Rodžerom Madom u Vašingtonu, nasledivši Džona Čenselora. Posle godinu dana, predsednik NBC vesti Ruven Frank je zaključio da program sa dvostrukim voditeljem ne funkcioniše i odabrao je Brokau za jedinog voditelja. NBC Najtli vesti sa Tomom Brokauom su počele sa emitovanjem 5. septembra 1983. Između ostalih vesti, pokrivao je katastrofu Čelendžera, EDSA revoluciju, junsku borbu, zemljotres Loma Prieta, pad Berlinskog zida i uragan Endru.

## Spoljašnje veze
- Tom Brokau на веб-сајту  (језик: енглески)
- Tom Brokau на веб-сајту  (језик: енглески)
- Tom Brokaw's commencement speech at Stanford University video на веб-сајту ,